# Valenciennea helsdingenii
Valenciennea helsdingenii es una especie de peces de la familia de los Gobiidae en el orden de los Perciformes.

## Morfología
Los machos pueden llegar a alcanzar los 25 cm de longitud total.

## Reproducción
Es  monógamo.

## Hábitat
Es un pez de Mar y, de clima tropical (22 °C-27 °C)

## Distribución geográfica
Se encuentra desde el sur del Mar Rojo África Oriental  hasta Indonesia, el sur del Japón y la Gran Barrera de Coral.

## Observaciones
Es inofensivo para los humanos.